# Día Mundial de la Marioneta

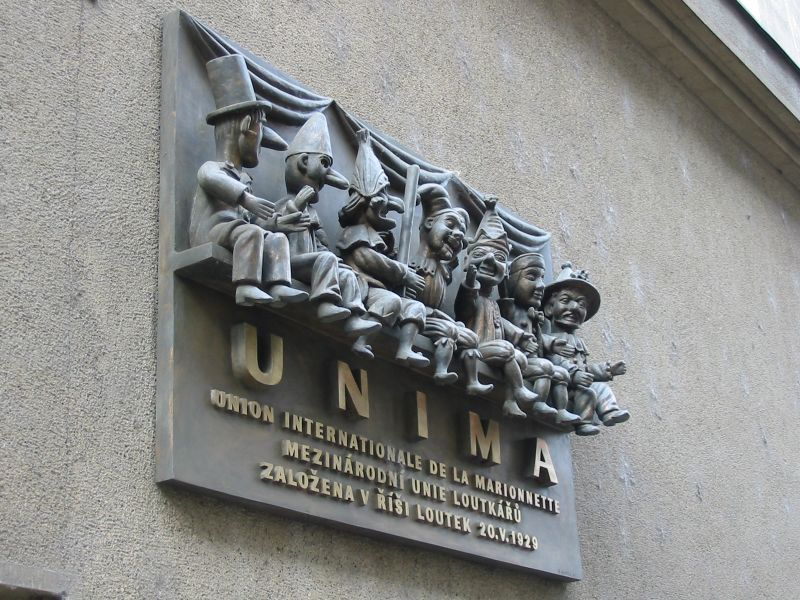
La Unión Internacional de la Marioneta (UNIMA) designó el día 21 de marzo como Día Mundial de la Marioneta.

El Día Mundial de la Marioneta o Día Mundial del Títere se celebra anualmente con el objetivo de aumentar el conocimiento sobre las marionetas en otros ámbitos culturales. El día oficial es el 21 de marzo. El impulsor de la iniciativa fue el titiritero iraní Dzhivada Zolfagariho en el año 2000; en el año 2002 la Unión Internacional de la Marioneta (UNIMA) oficializó la fecha y el 21 de marzo de 2003 se celebró el primer Día Mundial de la Marioneta.

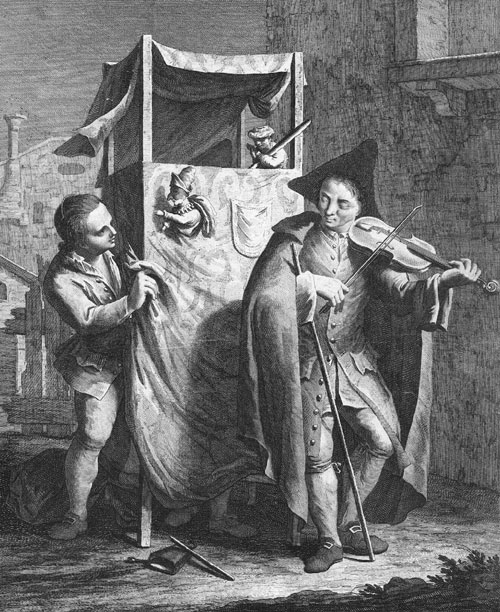
Títeres, copia del grabado en color hecho por Giovanni Volpato, conservado en el Museo de Gadagne de Lyon. Reproduce un óleo pintado hacia 1770 por Francesco Maggiotto (Venecia 1738 - 1805).